# Tunnel der duisternis
Tunnel der duisternis is een hoorspel uit 1971. Het is de derde serie uit de Matt Meldon-cyclus geschreven door de Belg Paul van Herck.
In de hoofdrollen speelde steevast Bert Dijkstra als Matt Meldon en Paul van der Lek als Generaal Stevens.
Genre: sciencefiction 
Auteur: Paul van Herck 
Bewerking: André Meurs
Regie: Harry Bronk 
Techniek: André Meurs
Aantal delen: 32 
Tijdsduur: 544 minuten 

## Het verhaal
Na de avonturen op de maan in Apollo XXI - Het maanmysterie en op Venus in De gesluierde planeet ontdekt Matt in een bouwput van zijn nieuwe huis een geheimzinnige artefact. 